# Síndrome de Hughes-Stovin

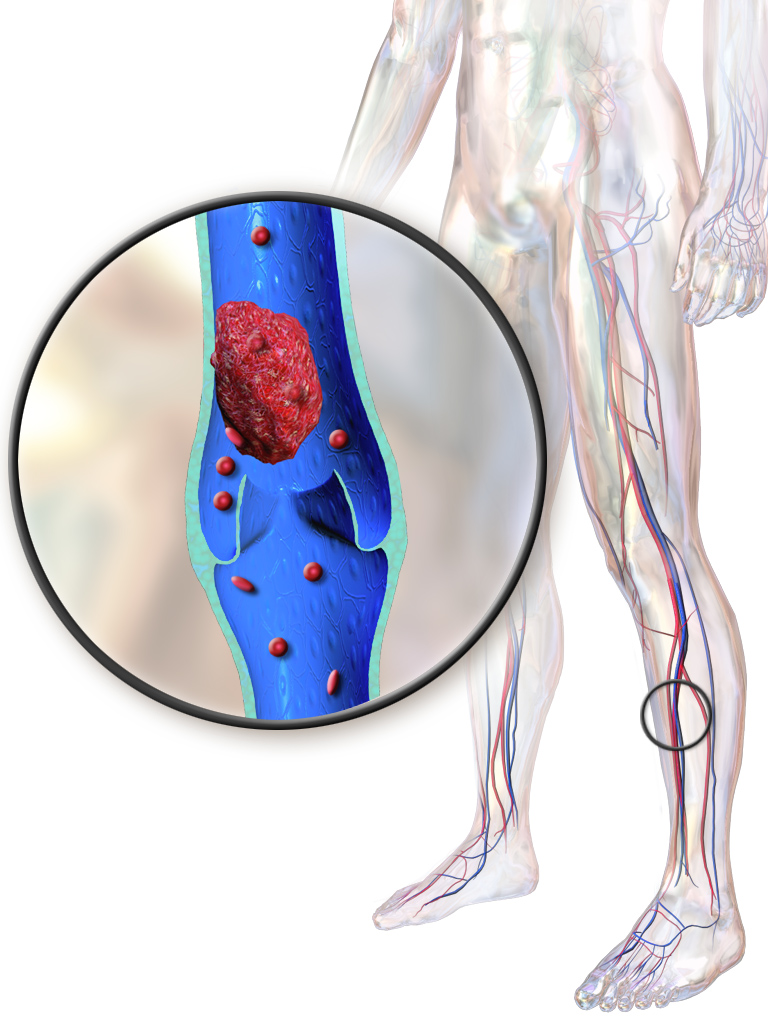
Trombosis venosa profunda.

El síndrome de Hughes-Stovin (HSS) es una rara enfermedad autoinmune, considerada una variante del síndrome de Behçet, que se caracteriza por la aparición de aneurismas en las arterias pulmonares y trombosis venosa profunda periférica. No es una enfermedad contagiosa.
Generalmente aparece después de la tercera década de la vida.
Con frecuencia suele ser mortal debido a la rotura de los aneurismas de las arterias pulmonares (Pulmonary Artery Aneurysm, PAA).

## Historia
El síndrome fue descrito por John Patterson Hughes y Peter George Stovin en 1959, tras atender dos casos de hemoptisis por rotura de aneurismas de las arterias pulmonares y trombosis venosa periférica.

## Síntomas
- Vértigo
- Fiebre
- Tos
- Hipertensión
- Escalofríos
- Hemoptisis
- Paraplejía

## Tratamiento
El tratamiento está orientado a reducir la inflamación de los aneurismas y a suprimir el sistema inmunológico del paciente, ya que Hughes-Stovin no tiene cura.
Se trata con beta-bloqueadores; e inmunosupresores y corticoides: prednisolona, azatioprina.